# Бейчжень
Бейчжень (кит. спр. 北镇市, піньїнь: Bĕizhèn Shì) — місто-повіт у центрі провінції Ляонін, складова міста Цзіньчжоу.

## Географія
Бейчжень у середньому лежить на висоті близько 65 метрів над рівнем моря у передгір'ях пасма Їулюй.

### Клімат
Місто знаходиться у зоні, котра характеризується вологим континентальним кліматом зі спекотним літом. Найтепліший місяць — липень із середньою температурою 24,5 °C. Найхолодніший місяць — січень, із середньою температурою -8,4 °С.
| Клімат Бейчженя                                    | Клімат Бейчженя | Клімат Бейчженя | Клімат Бейчженя | Клімат Бейчженя | Клімат Бейчженя | Клімат Бейчженя | Клімат Бейчженя | Клімат Бейчженя | Клімат Бейчженя | Клімат Бейчженя | Клімат Бейчженя | Клімат Бейчженя | Клімат Бейчженя |
| Показник                                           | Січ.            | Лют.            | Бер.            | Квіт.           | Трав.           | Черв.           | Лип.            | Серп.           | Вер.            | Жовт.           | Лист.           | Груд.           | Рік             |
| Середній максимум, °C                              | −3              | 1,1             | 8               | 16,8            | 23,6            | 26,9            | 28,7            | 28,5            | 24,7            | 16,9            | 6,4             | −1,2            | 14,8            |
| Середня температура, °C                            | −8,4            | −4,4            | 2,4             | 10,8            | 17,7            | 21,9            | 24,5            | 23,8            | 18,9            | 11,1            | 1,3             | −6,2            | 9,5             |
| Середній мінімум, °C                               | −12,8           | −9,1            | −2,5            | 5,4             | 12,1            | 17,2            | 20,7            | 19,8            | 13,7            | 5,9             | −3,1            | −10,4           | 4,7             |
| Норма опадів, мм                                   | 2.6             | 3.2             | 8.2             | 26.2            | 52.6            | 88.3            | 172.4           | 142.6           | 44.5            | 29.6            | 13.9            | 2.8             | 586.9           |
| Вологість повітря, %                               | 48              | 46              | 43              | 45              | 52              | 68              | 79              | 77              | 64              | 56              | 52              | 50              | 57              |
| -------------------------------------------------- | --------------- | --------------- | --------------- | --------------- | --------------- | --------------- | --------------- | --------------- | --------------- | --------------- | --------------- | --------------- | --------------- |
| Джерело: Дані метеостанції №54331 (КНР, 1991-2020) |                 |                 |                 |                 |                 |                 |                 |                 |                 |                 |                 |                 |                 |